# John Tinniswood
John Alfred Tinniswood (Liverpool, Lancashire, 26 de agosto de 1912-Southport, Lancashire, 25 de noviembre de 2024) fue un supercentenario británico que ostentó el título de hombre vivo más longevo del mundo tras la muerte de Shi Ping de China, de 112 años, el 29 de junio de 2024.

## Vida personal
John Alfred Tinniswood nació el 26 de agosto de 1912 en Liverpool, Lancashire (ahora Merseyside), Inglaterra. Durante la Segunda Guerra Mundial, no pudo alistarse como soldado debido a su mala vista y, como resultado, ocupó un puesto administrativo dentro del Cuerpo de Pago del Ejército Real como contador y auditor. También participó en tareas logísticas, como localizar soldados varados y organizar el suministro de alimentos. Conoció a su futura esposa, Blodwen (de soltera Roberts), en un baile durante la guerra; se casaron en 1942 y su única hija, Susan, nació en 1944. Tinniswood continuó trabajando como contador para Royal Mail, Shell-Mex y BP antes de jubilarse en 1972. Blodwen murió de cáncer de pulmón en 1986, después de 44 años de matrimonio.

### Vida posterior
En sus últimos años, Tinniswood se mudó a un hogar de ancianos en Southport, Merseyside. Su 110 cumpleaños en agosto de 2022 estuvo acompañado de una actuación de música en vivo en su residencia, y también recibió un reloj en homenaje del Liverpool FC, del que Tinniswood es un ávido fanático. A partir de abril de 2024, tiene cuatro nietos y tres bisnietos.

## Salud y longevidad
Tinniswood se convirtió en el hombre británico vivo de mayor edad el 25 de septiembre de 2020, tras la muerte de Harry Fransman, de 108 años. En entrevistas concedidas en sus cumpleaños 109 y 111, afirmó que la clave de su longevidad era la "moderación". Al ser reconocido por el Libro Guinness de los Récords como el hombre más longevo del mundo, también afirmó que su longevidad era "pura suerte" y que "o vives mucho o vives poco, y no puedes hacer mucho al respecto".
El 2 de abril de 2024, tras la muerte de Juan Vicente Pérez, de 114 años de Venezuela, Tinniswood fue declarado el hombre vivo más longevo del mundo y recibió el reconocimiento de Guinness World Records dos días después. Sin embargo, el chino Shi Ping y el francés Georges Thomas, ambos nacidos en noviembre de 1911, eran mayores y aún no habían sido verificados por los investigadores. Tinniswood se convirtió en el hombre europeo más longevo el 1 de junio de 2024, tras la muerte de Thomas, y el 29 de junio, tras la muerte de Shi, se convirtió en el hombre más longevo del mundo.
Debido a su papel administrativo y logístico durante la Segunda Guerra Mundial, también se dijo que era "el veterano de la Segunda Guerra Mundial sobreviviente más antiguo del mundo" al ser reconocido por Guinness.

### Fallecimiento
Tinniswood falleció en Southport, a los 112 años y 91 días.